# Sunjong de Corea
Sunjong, conocido como Emperador Yunghui (hangul: 융희제; hanja: 隆熙帝, Yunghuije; 25 de marzo de 1874–24 de abril de 1926), fue el último emperador de la dinastía Joseon y del Imperio de Corea, gobernando del 1907 hasta 1910. 

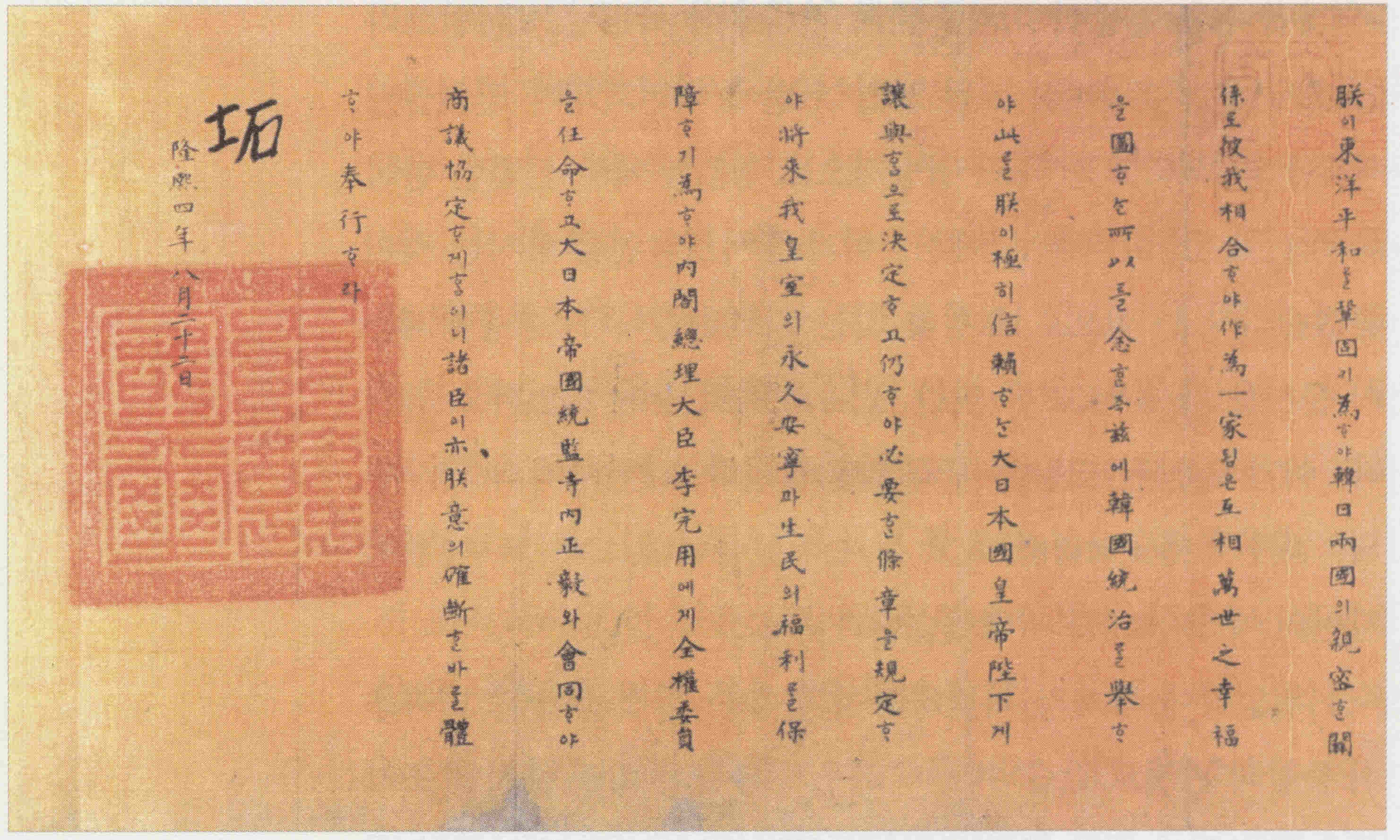
Tratado de anexión de Corea a Japón, firmado por Mutsuhito y Sunjong.

Fue el cuarto hijo del Emperador Gojong. Llamado príncipe heredero Yi Cheok, fue nombrado Emperador Yung-hui cuando los japoneses forzaron la abdicación de su padre, y su mandato concluyó con la anexión de Corea por Japón en 1910. Después del tratado de anexión el emperador fue confinado en el palacio de Changdeokgung por los japoneses. 
Murió el 24 de abril de 1926 en Changdeokgung. Se encuentra enterrado junto a sus dos esposas en el recinto de las tumbas reales de Yureung (유릉, 裕陵) en la ciudad de Namyangju.

## Familia
- Padre: Emperador Gojong (고종).
- Madre: Emperatriz Myeongseong (명성황후 민씨, 1851–1895).
- Consortes:

1. Emperatriz Sunmyeong (순명황후 민씨, 1872–1904) – hija de Min Tae-ho, cabeza de la familia Yeoheung Min; familiar de la Emperatriz Myeongseong. Murió antes de que su marido accediera al trono.
2. Emperatriz Sunjeong (순정황후 윤씨, 1894–1966) – hija de Yun Taek-yeong.

- No tuvo descendientes.

## Títulos
- Su Majestad Imperial Emperador Sunjong Munon Muryeong Donin Seonggyeong de Corea.
- 대한제국순종문온무령돈인성경황제폐하
- 大韓帝國純宗文溫武寧敦仁誠敬皇帝陛下
- Daehan Jeguk Sunjong Munon Muryeong Donin Seonggyeong Hwangje Pyeha.

| Predecesor: Emperador Gojong | Emperador de corea 1907 - 1910 | Sucesor: Ninguno |

- Datos: Q334111
- Multimedia: Sunjong of the Korean Empire / Q334111